# Dolînka, Krasnoperekopsk
Dolînka (în ucraineană Долинка) este un sat în comuna Novopavlivka din raionul Krasnoperekopsk, Republica Autonomă Crimeea, Ucraina.

## Demografie
Componența lingvistică a localității Dolînka
     Rusă (40,47%)
     Tătară crimeeană (36,32%)
     Ucraineană (22,05%)
     Alte limbi (1,04%)
Conform recensământului din 2001, nu exista o limbă vorbită de majoritatea populației, aceasta fiind compusă din vorbitori de rusă (40,47%), tătară crimeeană (36,32%) și ucraineană (22,05%).